# Climax Lawrence
Climax Lawrence (nacido el 16 de enero de 1979, en Margao) es un exfutbolista indio que formó parte de la selección india de fútbol.

## Carrera
Debutó en el club Vasco CS Goa en 1998, y en 1999, iría al club Salgaocar SC, donde jugó 5 años. Luego, jugaría para el East Bengal Club, donde estuvo poco tiempo, y luego jugaría para su equipo actual, Dempo SC Goa. 
Internacionalmente jugó para la selección de fútbol de la India donde estuvo presente en 54 partidos, con dos goles anotados.

## Clubes
| Club                | País  | Año         |
| ------------------- | ----- | ----------- |
| Salgaocar SC        | India | 1999 - 2004 |
| East Bengal         | India | 2004 - 2005 |
| Dempo Sports Club   | India | 2005 - 2013 |
| Mumbai FC           | India | 2013 - 2015 |
| Atlético de Kolkata | India | 2014        |
| Laxmi Prasad SC     | India | 2015 - 2016 |
| FC Bardez           | India | 2016 - 2017 |